# Крошечные зимородки
Крошечные зимородки (лат. Ispidina) — род небольших насекомоядных африканских зимородков.

## Состав рода
Иногда виды этого рода включаются в род  Ceyx.
В состав рода включают два вида:
- Ispidina picta — Африканский крошечный зимородок
- Ispidina lecontei — Африканский карликовый лесной зимородок